# Farbmischkopf
Ein Farbmischkopf ist ein Aufsatz für ein Vergrößerungsgerät im Fotolabor.
Mit diesem Mischkopf kann die Farbe des Lichtes so justiert werden, dass das Ergebnis ein farbneutrales wird, bzw. dass die Farbgebung des endgültigen Bildes den Vorgaben entspricht.
Hierzu wird in aller Regel eine Kaltlichtlampe von definierter Farbtemperatur verwendet und das von ihr gespendete Licht so mit farbigen Filtern behängt, dass die Farbanteile an Einstellrädern variabel gesteuert werden können. Hierzu werden farbige Glasplatten (Yellow, Magenta und Cyan) mit mehr oder minder großen Anteilen durch lineares Verschieben in den Licht-Verlauf gebracht.
Notwendig wird diese Farbfilterung vor allem bei der Verarbeitung von Farbfotografien zur Vermeidung von Farbstichen auf dem Abzug.
In der Schwarzweiß-Verarbeitung werden Farbmischköpfe immer dann eingesetzt, wenn bei Kontrast-Wandelpapieren unterschiedliche Härtegrade der Gradation erzielt werden sollen und herstellereigene Filterfolien nicht eingesetzt werden können.
Es existieren aber auch Farbmischköpfe ausschließlich für die Kontraststeuerung im Schwarzweiß-Prozess.
Die sich hierbei mit verändernde Gesamt-Helligkeit wird per Messung ermittelt und über eine längere Belichtung ausgeglichen.